# Paul Kray von Krajowa

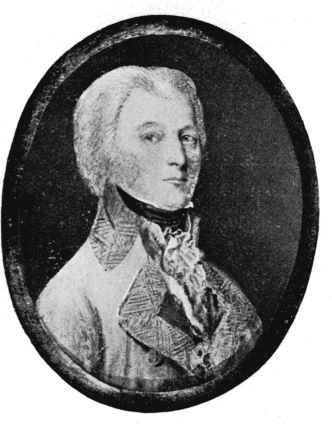
Paul Kray von Krajowa

Paul Kray, från 1790 friherre von Krajowa, född 5 februari 1735 i Kesmark, död 19 januari 1804 i Pest, var en österrikisk militär.
Kray utmärkte sig i sjuårskriget och i kriget mot turkarna 1788-90. År 1790 blev han generalmajor. I Franska revolutionskrigen kämpade Kray länge med framgång. Särskilt 1793-94 i Nederländerna och 1799 i Italien hade han framgångar, och blev under den senare kampanjen fälttygsmästare. Som överbefälhavare för den österrikiska armén i Tyskland 1800 kunde Kray dock ej hålla Jean Victor Marie Moreau stången utan led upprepade motgångar och avskedades från sin post.